# 小行星7931
小行星7931（7931 Kristianpedersen）是一颗围绕太阳公转的小行星。1988年3月13日，波爾·延森在霍尔拜克发现了此天体。
这颗小行星的绝对星等为128.22033等。